# 도가네역
도가네역(일본어: 東金駅, とうがねえき)은 일본 지바현 도가네시에 있는 동일본 여객철도의 철도역이다. 도가네 시의 중심역이다.

## 역 구조
상대식 2면 2선 구조의 지상역이다. 양 승강장은 과선교로 연결되어 있으며, 장애인들의 편의를 위한 엘리베이터가 과선교에 설치되어 있다.
오아미역이 관리하는 직영역으로, 자동 개찰기에서는 스이카 및 제휴 교통카드의 사용이 가능하다. 초록 창구 대신 지정석 발매기를 운영하고 있다.

### 승강장
| 1·2 | ■ 도가네 선 (상행) | 오아미 · 소가 · 지바 · 도쿄 방면 |
| 1·2 | ■ 도가네 선 (하행) | 나루토 방면                      |

열차끼리 교행하지 않을 때는 양방향 열차 모두 1번 승강장을 사용한다.

## 역세권 정보
- 도가네시청사
- 도가네 경찰서
- 도가네 성터
- 도가네 댐

## 역사
한때 "구주쿠리 철도"가 운행했으나, 1961년을 끝으로 폐선했다.
- 1900년 6월 30일 - 보소 철도의 역으로 개업했다.
- 1907년 9월 1일 - 국유화에 따라 일본국유철도 소속이 되었다.
- 1987년 4월 1일 - 민영화에 따라 동일본 여객철도의 소속이 되었다.
- 2001년 11월 18일 - 스이카의 사용이 개시되었다.

## 인접역
| 동일본 여객철도 도가네 선 | 동일본 여객철도 도가네 선 | 동일본 여객철도 도가네 선 |
| ------------------------- | ------------------------- | ------------------------- |
| 후쿠타와라 오아미 방면    | ■ 도가네 선               | 구묘 나루토 방면          |